# エレキテル

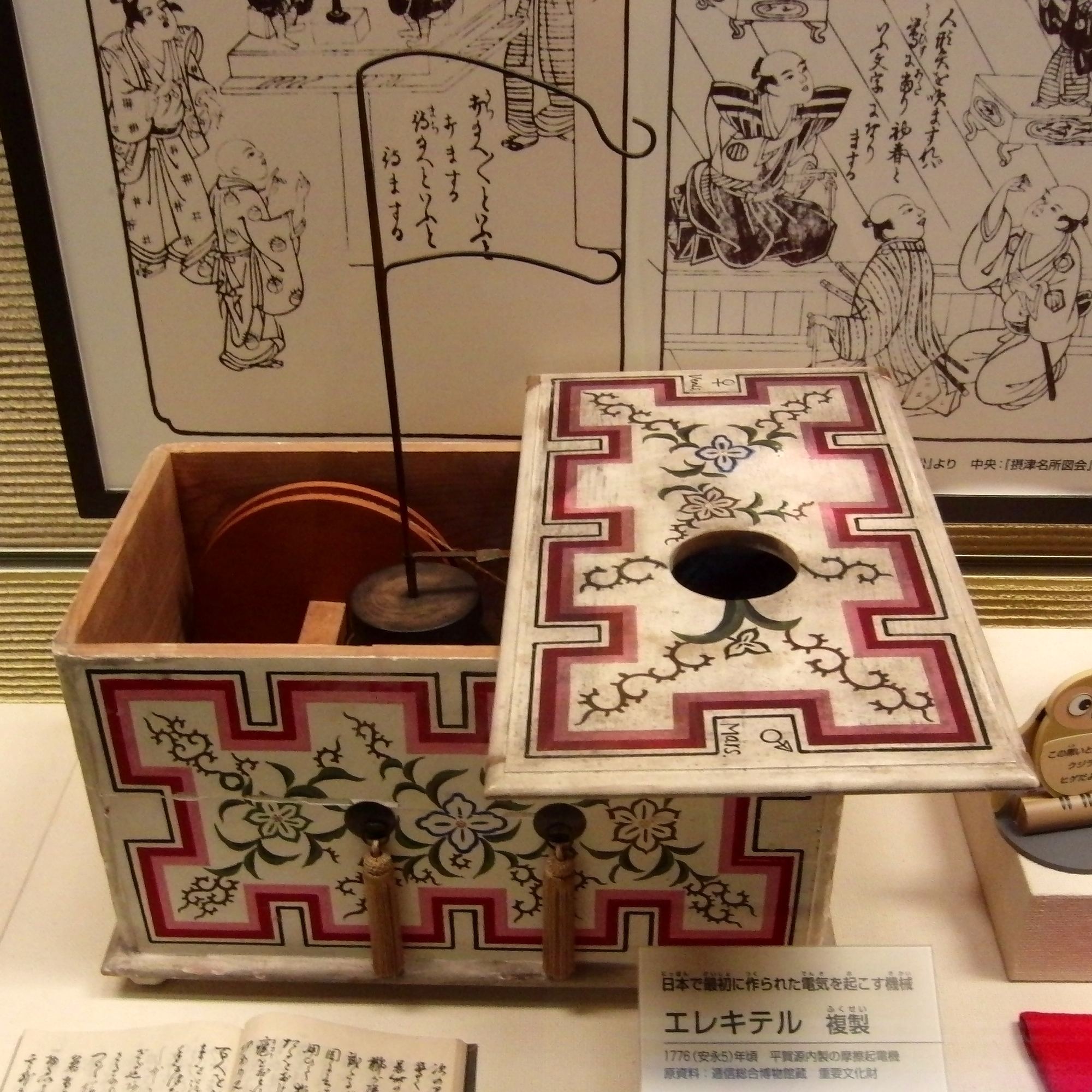
平賀源内作のエレキテル（複製）。国立科学博物館の展示。

エレキテルは、江戸時代の博物学者平賀源内が復元した摩擦起電器のことで、オランダ語（ラテン語）のelektriciteit（電気、電流）がなまったもの。静電気の発生装置。源内は「ゐれきせゑりていと」と表記している。

## 概要

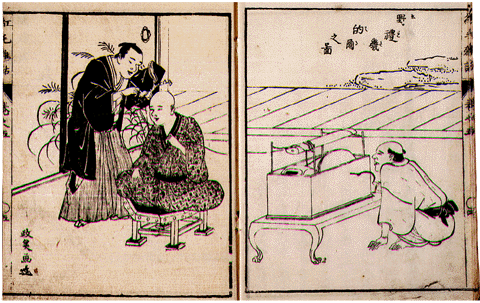
1787年発行の蘭学書「紅毛雑話」に描かれたエレキテル

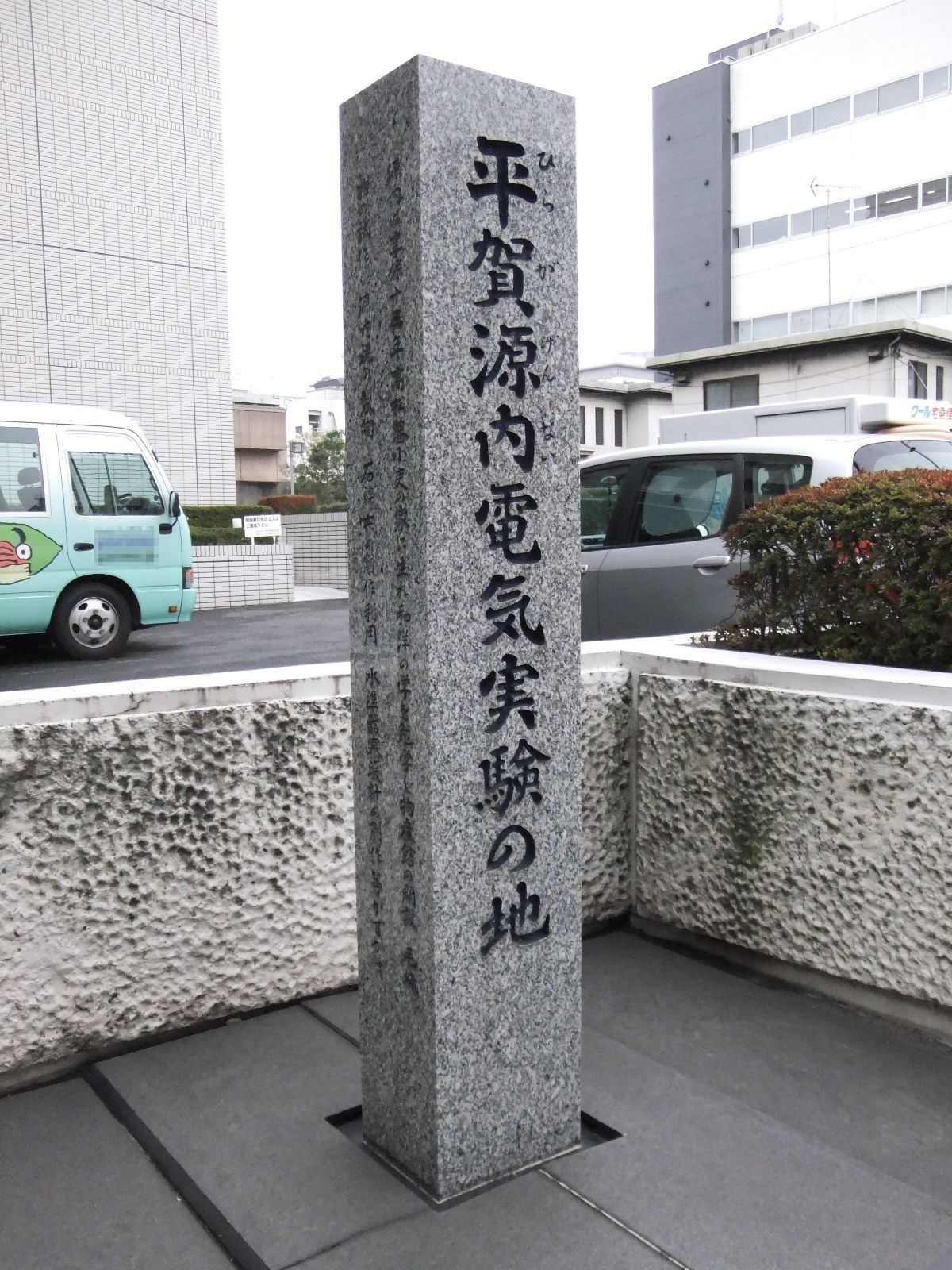
電気実験の地 （東京都江東区清澄）

オランダで発明され、宮廷での見世物や医療器具として用いられていた。日本へは江戸時代に持ち込まれ、1751年（宝暦元年）ごろオランダ人が幕府に献上したとの文献がある。後の1765年（明和2年）に後藤梨春の『紅毛談（おらんだばなし）』で紹介され、それを読んだ平賀源内が長崎滞在中の1770年（明和7年）に破損したエレキテルを古道具屋あるいはオランダ通詞の西善三郎から入手し、工人の弥七らとともに1776年（安永5年）に江戸深川で模造製作に成功した。
構造は外部は木製の箱型、または白木作り。内部にライデン瓶（蓄電瓶）があり、外付けのハンドルを回すと内部でガラスが摩擦され、発生した電気が銅線へ伝わって放電する。
源内は電気の発生する原理を陰陽論や仏教の火一元論などで説明しており、電磁気学に関する体系的知識は持っていなかったとされ、アメリカの科学者フランクリンが行った実験の情報が伝わっていたとも考えられている。日本でも見世物や医療器具として利用されたが、主に好奇による注目であった。その後も大阪の蘭学者橋本宗吉が1809～10年（文化6～7年）頃に『阿蘭陀始制エレキテル究理原』を著し、自らもエレキテルを製作。手を繋いで輪になった人々に通電して感電を体験する百人おどしの実演を行った。しかし寛政の改革による贅沢の禁止や出版統制などにより、電気に関する科学的理解・研究は後の開国以降や明治期まで停滞することとなった。
源内製造とされるエレキテルが現存しており、うち1台が「エレキテル（平賀家伝来）」として1997年（平成9年）6月30日に国の重要文化財（歴史資料）に指定された。これは現在、東京都墨田区の郵政博物館に収蔵されている。他に平賀源内先生遺品館（香川県さぬき市）にも蓄電瓶がない1台が現存している。
2025年、IEEEマイルストーンに選出、顕彰された。